# Robbie Coltrane
Robbie Coltrane   (Rutherglen, 30 de març de 1950 - Forth Valley Royal Hospital, 14 d'octubre de 2022), de nom complet Anthony Robert McMillan, va ser un actor de cinema i televisió escocès. Va fer-se famós per interpretar Rubeus Hagrid a les pel·lícules de Harry Potter, Valentin Dmitrovich Zukovsky a les pel·lícules de James Bond Goldeneye (1995) i Amb el món no n'hi ha prou (1999), i el Dr. Eddie "Fitz" Fitzgerald a la sèrie televisiva britànica Cracker, durant els anys 1990.

## Biografia

### Inicis
Va néixer a la ciutat de Rutherglen, a Escòcia. El seu pare, Ian Baxter McMillan, era un metge familiar que treballava com a forense policial, i la seva mare, Jean McMillan (Howie de soltera), era una professora de piano. Té dues germanes, Annie i Jane, aquesta última morta en 1976. És el besnét de l'empresari escocès Thomas W. Howie.
Va ser educat a l'institut Glenalmond College, ubicat a Perthshire, d'on gairebé va ser expulsat per penjar la vestimenta del prefecte de l'escola a la torre del rellotge. Tot i tenir records negatius dels seus anys escolars, durant la seva joventut va guanyar nombroses medalles per la seva participació en nombrosos concursos de debat. Després de la seva graduació, va ingressar a l'escola d'art Glasgow School of Art, on va estudiar pintura, dibuix i cinema. Anys més tard descobriria la seva veritable vocació, l'actuació.

### Carrera artística
Durant els anys 70, va adoptar el seu nom artístic en honor al saxofonista John Coltrane. A més, en aquest mateix període va començar a treballar com a actor de teatre i com comediant en viu. Va obtenir fama com a còmic en clubs nocturns, usualment treballant en grups ja formats, sent l'actriu Emma Thompson una de les seves companyes.
El 1982 va tenir la seva primera aparició a la televisió, a la sèrie còmica A Kick Up the Eighties, i les seves habilitats còmiques li van permetre participar en The Comic Strip Presents' (1982), Alfresco (1983-84), Laugh??? I Nearly Paid My License Fee (1984) i Black Adder-Conte de Nadal (1988). Malgrat la seva popularitat al Regne Unit, no va ser conegut als Estats Units fins al seu paper en Nuns on the Run (1990).
Posteriorment, Coltrane es va dedicar a realitzar pel·lícules com Flash Gordon (1980), Death Watch (1980), Scrubbers (1983), Krull (1983), Mona Lisa (1986) i The Fruit Machine' (1988).
En els anys 1990, va interpretar al psicòleg forense Dr. Edward "Fitz" Fitzgerald en la sèrie d'ITV Cracker , la qual li va fer creditor en tres ocasions del premi BAFTA al millor actor de TV en els anys de 1994, 1995 i 1996. També va participar en els films de James Bond, conjuntament amb l'actor Pierce Brosnan, a Goldeneye i Amb el món no n'hi ha prou com a Valentin Dmitrovich Zukovsky.
Però sens dubte va ser el seu paper en la saga de Harry Potter' com el semigegant Hagrid, amb el qual obté reconeixement i popularitat per part del públic més jove, i a més va obtenir una nominació als premis de l'Acadèmia Britànica de Cinema (BAFTA) pel seu treball a la primera adaptació de les novel·les de l'autora escocesa J. K. Rowling. Cal destacar que va ser Rowling qui va proposar a Coltrane per al paper i és un dels pocs actors als quals ha explicat alguns secrets sobre els seus personatges abans que fossin revelats als llibres.

## Defunció
Va morir a la matinada del 14 de octubre del 2022, després d'una llarga malaltia.

## Filmografia
| Any       | Pel·lícula - TV                                  | Personatge                       |
| --------- | ------------------------------------------------ | -------------------------------- |
| 1979      | Play for Today                                   | Jimmie                           |
| 1980      | La mort en directe                               | Xofer de limosina                |
| 1980      | The Lost Tribe                                   | Guàrdia de frontera              |
| 1980      | Flash Gordon                                     | Home en aeròdrom                 |
| 1981      | Subway Riders                                    | Detectiu Fritz Langley           |
| 1981      | Keep It in the Family                            | Sr. Conway                       |
| 1982      | Hospital Britannia                               | Piquet                           |
| 1983      | Scrubbers                                        | Puff Guts                        |
| 1983      | Krull                                            | Rhun                             |
| 1984      | Chinese Boxes                                    | Harwood                          |
| 1985      | Defence of the Realm                             | Leo McAskey                      |
| 1985      | The Supergrass                                   | Detectiu Troy                    |
| 1985      | Revolució                                        | Novaiorquès burgès               |
| 1985      | National Lampoon's European Vacation             | Home al bany                     |
| 1986      | Caravaggio                                       | Scipione Borghese                |
| 1986      | Els principiants                                 | Mario kart                       |
| 1986      | Mona Lisa                                        | Thomas                           |
| 1987      | Eat the Rich                                     | Jeremy                           |
| 1987      | Tutti Frutti                                     | Danny McGlone                    |
| 1988      | Black Adder - Conte de Nadal                     | Spirit of Christmas              |
| 1989      | Enric V                                          | Falstaff                         |
| 1990      | Nuns on the Run                                  | Charlie McManus                  |
| 1991      | The Pope Must Die                                | Papa                             |
| 1993      | Les aventures de Huckleberry Finn                | El Duc                           |
| 1995      | Goldeneye                                        | Valentin Dmitrovich Zukovsky     |
| 1993-2006 | Cracker                                          | Dr Eddie 'Fitz' Fitzgerald       |
| 1997      | Buddy                                            | Dr Bill Lintz                    |
| 1999      | Amb el món no n'hi ha prou                       | Valentin Dmitrovich Zukovsky     |
| 1999      | Alícia al país de les meravelles                 | Ned Tweedledum                   |
| 2001      | From Hell                                        | Sergent Peter Godley             |
| 2001      | On the Nose                                      | Delaney                          |
| 2001      | Harry Potter i la pedra filosofal                | Rubeus Hagrid                    |
| 2002      | Harry Potter i la cambra secreta                 | Rubeus Hagrid                    |
| 2004      | Van Helsing                                      | Sr. Hyde (veu)                   |
| 2004      | Harry Potter i el pres d'Azkaban                 | Rubeus Hagrid                    |
| 2004      | Ocean's Twelve                                   | Matsui                           |
| 2005      | Harry Potter i el calze de foc                   | Rubeus Hagrid                    |
| 2006      | Alex Rider: Operation Stormbreaker               | Primer ministre                  |
| 2007      | Harry Potter i l'Orde del Fènix                  | Rubeus Hagrid                    |
| 2008      | Gooby                                            | Gooby                            |
| 2008      | The Brothers Bloom                               | Maximillen "The Curator" Melvile |
| 2008      | The Tale of Despereaux                           | Gregory (veu)                    |
| 2009      | Harry Potter i el misteri del Príncep            | Rubeus Hagrid                    |
| 2010      | Harry Potter i les relíquies de la Mort (Part 1) | Rubeus Hagrid                    |
| 2011      | Harry Potter i les relíquies de la Mort (Part 2) | Rubeus Hagrid                    |
| 2012      | Brave                                            | Lord Dingwall (veu)              |
| 2012      | Great Expectations                               | Mr. Jaggers                      |
| 2014      | Effie Gray                                       | Doctor                           |
| 2016      | National Treasure                                | Paul Finchley                    |

## Premis

### Premis BAFTA
| Any  | Categoria                                                              | Pel·lícula                                                             | Resultat  |
| ---- | ---------------------------------------------------------------------- | ---------------------------------------------------------------------- | --------- |
| 1987 | Millor actor de televisió                                              | Tutti Frutti                                                           | Candidat  |
| 1993 | Millor actor de televisió                                              | Cracker                                                                | Guanyador |
| 1994 | Millor actor de televisió                                              | Cracker                                                                | Guanyador |
| 1995 | Millor actor de televisió                                              | Cracker                                                                | Guanyador |
| 2001 | Millor actor de repartiment                                            | Harry Potter i la pedra filosofal                                      | Candidat  |
| 2011 | Premi BAFTA d'Escòcia: Per la seva "excel·lent contribució al cinema". | Premi BAFTA d'Escòcia: Per la seva "excel·lent contribució al cinema". | Guanyador |
| 2016 | Millor actor de televisió                                              | National Treasure                                                      | Candidat  |